# サード・パーソン (バンド)
サード・パーソン（Third Person）は、1990年にチェロ奏者のトム・コラとドラマーのサム・ベネットによって、ニューヨークで結成された即興トリオ。各ステージでは「第三者 (サード・パーソン)」たる招待されたゲストを呼び物としていた。ゲストには、ギタリストのマーク・リボー、ハープ奏者のジーナ・パーキンス、クラリネット奏者のドン・バイロン、サックス奏者のジョージ・カートライト、梅津和時など多様なメンバーが含まれていた。
トリオによって奏でられる音楽は、完全に即興であったが、ほとんどいつもかなり旋律的でファンキーなものだった。
1998年のコラの死によって、サード・パーソンはその時点で解散となった。その後、ベネットは梅津和時と日本でさまざまなプロジェクトに取り組んでいくなか、サード・パーソンの終了から14年が経った2012年、ベネットと梅津に加えて常に新しい3人目のメンバーを招聘するという元々のモデルに従い、プロジェクトをまた新たに始めることにした。
それ以来、日本の東京、岐阜、津、そして名古屋といった都市で、勝井祐二（ヴァイオリン）、ジム・オルーク（ギター）、小埜涼子（サックス、エレクトロニクス）、津山篤（ギター、ベース、ボーカル）など、さまざまなアーティストと共演している。

## ディスコグラフィ

### アルバム
- 『トリック・ムーン』 - Trick Moon (1990年) ※Featuring 梅津和時
- 『ベンズ』 - Bends (1991年)
- Lucky Water (1995年)